# 东辰三
东辰三（あずま たつみ，1900年7月3日—1950年9月27日）昭和年间的作词家、作曲家。其子是作词家山上路夫。

## 生平
东辰三出生于大日本帝国近畿地方兵库县。本名是山上松蔵。从神戸高等商業学校毕业后，他接管了家族的锯木厂，但由于热爱，无法放弃音乐，因此就读于音乐学校。
1925年（大正14年），东辰三参加了成人业余合唱团“东京领袖塔菲尔联盟”的组建。
1935年（昭和10年），他被中野忠晴发掘并加入哥伦比亚中野节奏男孩队担任贝斯手。他是《山寺大修》第二段的独奏者。
1936年（昭和11年），他的首次亮相是以为哥伦比亚唱片公司伊藤久男的《告别》作词。1937年，在为淡谷のり子演唱的歌曲《告别草裙舞》创作歌词后，转入Victor Records 。
1938年（昭和13年），他谱曲并作词了歌曲《强者之歌》和《荒鹫之歌》，享誉全国。
此外，他还创作了《国境武士》、《梯子是青蛙的孩子》和《巴戈塔之钟》等约 100 首歌曲。
第二次世界大战期间，他参加组建的乐队哥伦比亚中野节奏男孩因爵士乐禁令而解散。乐队解散后，由于他作曲作词的能力，他加入了Victor Records。
他近一半的作品都是他自己创作和创作的，其中《可以看到港口的山丘》（平野爱子演唱）是Victor Records在饱受战争摧残后重生后的第一部热门作品。除了唱片的B面《欢呼的泪水》（竹山逸郎演唱， 1947年），他还创作了诸如平野爱子演唱的《你还是等一下》和《有白色船只的港口》等歌曲。
竹山一郎演唱的《欢呼的泪水》、《热情的泪水》和《在爱与泪水的夜晚下雨》等歌曲也出自他手。
他于 1950 年 9 月 27 日因脑溢血去世。享年50岁。